# مع حبي (برنامج)
مع حبي هو برنامج يمثل احتفالية لتوقيع ألبوم غنائي لأحد فنانين شركة روتانا للصوتيات قدمته الإعلامية جومانا بو عيد

## نبذة عن البرنامج
قدمته الإعلامية جومانا بو عيد كل مساء جمعة على شاشة روتانا موسيقى اما مخرجه فهو باسم كريستو. الاعداد يتولاه كل من المسؤول الاعلامي في شركة روتانا للإنتاج الفني طوني سمعان وجمانة بو عيد، إضافة إلى فريق يشارك في إجراء المقابلات وتحضير المفاجآت التي تتخلل البرنامج.
البرنامج يروّج لعمل الفنان ويلقي الضوء على الوجه الآخر الخاص به، إضافة إلى مشواره الفني بشكل عام
- هدفه مواكبة الأعمال الجديدة للفنانين وكذلك دعمه اعلامياً»[1][2]